# Pulmonická hláska
Pulmonická hláska je taková hláska, při jejímž vzniku je proud vzduchu dáván do pohybu pomocí plic (lat. pulmo = plíce).
Naprostá většina hlásek (v češtině všechny) patří mezi pulmonické egresivní, při jejichž tvoření je vzduch přetlakem vytlačován ven z plic. Pulmonické ingresivní hlásky naopak vznikají nasáváním vzduchu do plic (podtlakem).